# Sericosoma leucon
Sericosoma leucon är en tvåvingeart som beskrevs av Wray Merrill Bowden 1986. Sericosoma leucon ingår i släktet Sericosoma och familjen svävflugor. Inga underarter finns listade i Catalogue of Life.